# Syllepte hemichionalis
Syllepte hemichionalis là một loài bướm đêm trong họ Crambidae.